# Lessia Stepovytchka
 (décembre 2014).
Si vous disposez d'ouvrages ou d'articles de référence ou si vous connaissez des sites web de qualité traitant du thème abordé ici, merci de compléter l'article en donnant les références utiles à sa vérifiabilité et en les liant à la section « Notes et références ».
Lessia Stepovytchka (en ukrainien : Леся Степовичка), née Oleksandra Nestorivna Boulakh (en ukrainien : Олександра Несторівна Булах) le 21 mai 1952 à Petrikivka, près de Dnipropetrovsk, est une poétesse ukrainienne.

## Biographie
Après des études secondaires dans un internat ukrainien, Lessia Stepovytchka travaille comme couturière et ouvrière d'usine. Elle étudie en parallèle à la faculté de lettres de l'université nationale de Dnipropetrovsk, dont elle sort diplômée avec mention. Elle soutient une maitrise d'allemand, langue qu'elle enseigne longtemps à l'université métallurgique.
En 1998, elle termine des cours de guide touristique et travaille pendent un an en Ukraine, en Allemagne, en Autriche, en Belgique et au Luxembourg. En revenant en Ukraine, Lessia Stepovytchka devient membre de l'Union nationale des écrivains ukrainiens et de l'Union nationale des journalistes ukrainiens. Elle adhère également par la suite à l'association Olena-Teliha pour les femmes ukrainiennes.
En dehors de ses activités sociales, Lessia est l'auteur de nombreux recueils de poésie, tels que Galatée (Галатея), Le Piémont n'est pas loin (П'ємонт — недалеко) et Les méditations de l'aile de l'oiseau (Медитації пташиного крила). Elle écrit aussi de nombreuses œuvres en prose, dont les plus célèbres sont son roman-essai journalistique Le Mouton à cinq pattes (Rara Avis) et son roman Le Mariage avec une chope de bière Pilsen (Шлюб із кухлем пільзенського пива).
Les œuvres de Lessia Stepovytchka ont été incluses dans des anthologies de la littérature ukrainienne, telles que L'Ukraine est votre patrie (Україна — твоя Батьківщина) et Le Cœur de viorne (Калинове серце).

## Distinctions
Lessia Stepovytchka a remporté de nombreuses récompenses et distinctions, dont deux prix d'honneur de l'Union nationale des écrivains ukrainiens (2004 et 2008) et un prix d'honneur du ministère de la Culture et du Tourisme de l'Ukraine « pour ses réalisations dans le développement de la culture et de l'art » (2003). En 2003, le maire de Kiev lui remet un diplôme et une montre nominative. Elle reçoit aussi le diplôme de la Société ukrainienne Olena-Teliha « pour sa citoyenneté active, dans le sacrifice de soi pour le bien de l'Ukraine » en 2006, et le diplôme de l'Association ukrainienne « Lumières » Taras-Chevtchenko « pour sa contribution personnelle à la construction et à la consolidation de l’État ukrainien ».